# Stuart MacKenzie
Stuart MacKenzie (4 aprile 1936 – Taunton, 20 ottobre 2020) è stato un canottiere australiano.

## Palmarès

### Olimpiadi
- 1 medaglia:
  - 1 argento (Melbourne 1956 nel singolo)

### Mondiali
- 1 medaglia[2]:
  - 1 argento (Lucerna 1962 nel singolo)

### Europei
- 2 medaglie:
  - 2 ori (Duisburg 1957 nel singolo; Poznań 1958 nel singolo)

### Giochi del Commonwealth
- 2 medaglie:
  - 1 oro (Cardiff 1958 nel singolo)
  - 1 argento (Cardiff 1958 nel doppio)